# Vladimir Tomanović
Vladimir Tomanović (Servisch: Владимир Томановић) (12 juli 1974) is een Servisch handbalcoach en voormalig handballer. Tijdens zijn spelerscarrière kwam hij uit voor onder andere Toza Markovic, Partizan Belgrado, E&O, Tachos, V&L en Tongeren. Na zijn spelerscarrière was hij coach van verschillende handbalclubs, zoals Rode Ster Belgrado, Initia Hasselt en Tongeren.